# Radomir Putnik
Radomir Putnik (24. ledna 1847 Kragujevac – 7. května 1917 Nice) byl srbský voják, velitel vojsk Srbského království za první světové války.

## Život
V letech 1861–1866 vystudoval vojenskou dělostřeleckou školu v Bělehradě. Během rusko-turecké války (1876–1878) bojoval u Niše, Vranje a Gniplanje, na straně Rusů. Poté studoval na vojenské akademii v carském Rusku a následně byl jmenován velitelem podunajské divize srbské armády. V roce 1884 se stal členem generálního štábu, roku 1886 náčelníkem jeho zpravodajského oddělení, 1888 náčelníkem operačního oddělení, v roce 1889 zástupcem náčelníka generálního štábu, 1903 náčelníkem generálního štábu. Ve stejném roce, po opětovném nástupu dynastie Karadjordjevičů na srbský trůn, se začal věnovat i politice – v letech 1904–1908 byl ministrem války. V roce 1912 začaly balkánské války, v průběhu té první zvítězil u Kumanova a Monastyru, za což byl jmenován vojvodou (polním maršálem). Za druhé balkánské války v roce 1913 zvítězil v bitvě u Bregalnice.
Po vypuknutí první světové války velel srbské armádě v obranných bojích proti rakousko-uherské armádě. Byl raněn a takto absolvoval náročný ústup přes Albánii v zimě 1915. Odtud byl převezen do francouzské nemocnice, ale v roce 1917 na následky zranění zemřel. Jeho ostatky byly do Srbska dopraveny roku 1926.